# 岡部マイカ工業所
株式会社岡部マイカ工業所（おかべまいかこうぎょうしょ）は、福岡県中間市に本社を置く、電気絶縁用マイカ製品および関連製品の製造販売を行う日本の企業。

## 概要
マイカ、すなわち電気絶縁用雲母製品の専業メーカーで、国内シェアトップの最大手企業である。安川電機製作所（現安川電機）を退職した岡部久米蔵が、安川第五郎（安川電機創業者の一人）の勧めもあり1932年（昭和7年）に創業した。

## 沿革
- 1932年 - 岡部マイカ工業所を創業。
- 1949年 - 株式会社岡部マイカ工業所を設立。
- 1954年 - 三菱電機株式会社の関連会社となる。
- 2005年 - 岡部安三が社長に就任。

## 主な商品
- マイカテープ
- マイカプレート
- 機能部品

## 生産拠点
- 本社工場（福岡県中間市）
- 宮田工場（福岡県宮若市）
- 宗像工場（福岡県宗像市）

## 関連会社
- 岡部産業（不動産業、マンション・住宅地開発等）